# Societetshuset i Marstrand

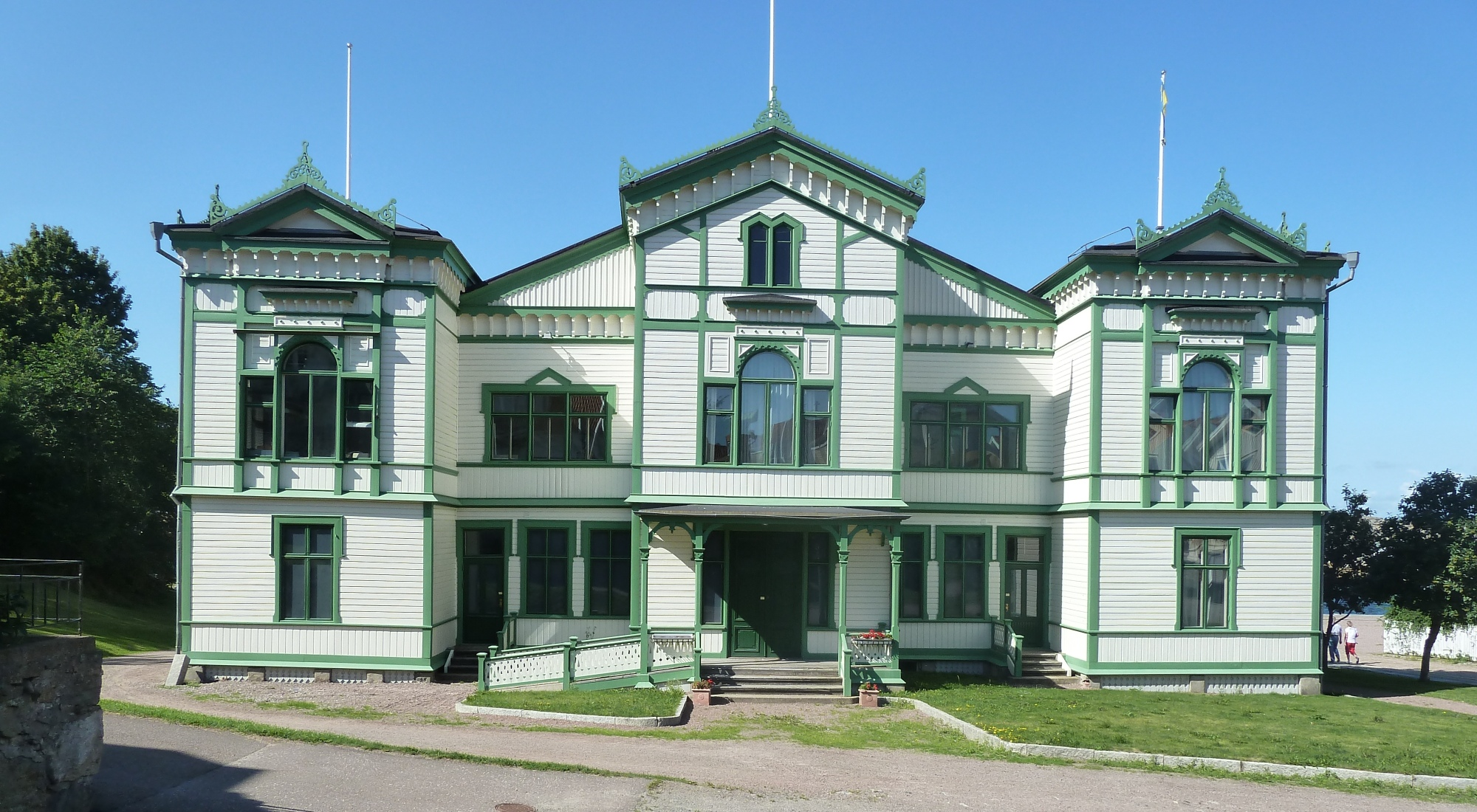
Societetshuset, 2013

Societetshuset i Marstrand är ett societetshus i Marstrand, som uppfördes i nyrenässansstil i trä 1886 efter ritningar av Adrian Crispin Peterson. Det ligger vid, och med utsikt över, Marstrands norra hamninlopp. Societetshuset renoverades 1963 och den södra verandan revs. Det blev byggnadsminne 13 mars 1978.

## Historia
Marstand började utvecklas till en badort på 1820-talet, då en badanstalt med namnet Arvidsvik inrättades i tre tomma sillsalteribyggnader på Koön. År 1843 bildades ett badbolag, som byggde ett kombinerat bad- och societetshus i nyklassicistisk stil samt kallbadhus vid norra hamninloppet. Dessa kompletterades efter några år med ytterligare två kallbadhus. År 1858 byggdes också ett separat varmbadhus, nuvarande "Båtellet". 
Det nya societetshus som tillkom 1886 ersatte det äldre kombinerade bad- och societetshuset från 1843 och var mer än dubbelt så stort som detta. I samband med byggandet gjordes utfyllningar, som medförde att Kungsplanen framför societetshuset bildades. Societetshuset hade två våningar med en indragen övervåning. På vardera gaveln fanns utsirade verandor i två våningar. Det fanns tidigare också en badhuspark i anslutning till societetshuset, med flera småbyggnader för gymnastik, biljard och kägelspel. Där låg också två sommarrestauranger. 
Framför Societetshuset på Kungsplanen står en bronsbyst föreställande Oscar II. Den modellerades av Edvard Brambeck och restes 1896.